# サムエル・ヴニサ
サムエル・ヴニサ（Samuela Vunisa、1988年8月19日 - ）は、レンジャーズ・ヴィセンザに所属するラグビーユニオン選手。

## プロフィール
- フィジー・スバ出身[1]。
- 現役時代のポジションはフランカー(FL)、ナンバーエイト(No.8)。
- 身長 187cm、体重 110kg
- U20フィジー代表に選ばれたことがある。
- イタリア代表通算キャップ数は11でラグビーワールドカップ2015のイタリア代表に選ばれた[2]。

## 略歴
ウァンガヌイ、タラナキ、カルヴィザーノ、ゼブレ、サラセンズ、グラスゴー・ウォリアーズ、カルヴィザーノ、ペトラルカを経て、2024年、レンジャーズ・ヴィセンザに加入。